# Завод Джи Ти Сэвэн
ЗАО Завод Джи Ти Сэ́вэн (Завод GT7) — российский производитель оборудования для сжиженного газа и нефтепродуктов‚ запасных частей к оборудованию‚ полимерного оборудования, расположен в городе Кузнецк (Пензенская область).

## История
В июле 1941 года в Кузнецк из Подмосковья были эвакуированы некоторые цеха военного завода № 34 наркомата авиационной промышленности СССР (основная часть предприятия эвакуирована в Троицк). Позднее сюда же был эвакуирован завод № 462 из подмосковного города Болшево. На базе этих двух заводов возник в 1960-е годы завод «Кузполимермаш».
В 1959 году завод согласно постановлению Совета Министров СССР и распоряжению Пензенского совнархоза в 1959 году был перепрофилирован на выпуск химического оборудования и переименован в «Кузхиммаш».
В первые же годы после реконструкции, в 1964 году, завод отгрузил отбелочные машины ОБ-500Л в Венгрию и Корею, электролизеры БГК — в Румынию, задвижки ДУ-400 — в Ирак и Болгарию.
В 1966 году, по приказу Министерства химического и нефтяного машиностроения получив название Кузнецкий завод полимерного машиностроения, завод стал известным в стране производителем оборудования для переработки полимеров и сосудов, работающих под давлением.[значимость факта?]
В 1980 году выпущен первый (советский) полуприцеп — газовоз, на сегодняшний день произведено более 25 000 изделий подобного назначения. Вопреки общему спаду в отечественном машиностроении, завод расширил номенклатуру выпускаемых изделий. Современная базовая номенклатура газовозов состоит из 15 модификаций автоцистерн (АЦТ) и более 30 модификаций полуприцепов (ППЦТ и ППЦЗ). Заводом выпускается 30 типов бензовозов, более 20 типов систем стационарного хранения газов, освоено производство 16 типов транспортировочных и стационарных систем для химической промышленности.[значимость факта?]
В 1993 году Кузнецкий завод полимерного машиностроения был преобразован в открытое акционерное общество «Кузполимермаш».
Выручка (нетто) от продажи, (2005) 403,0 млн руб.
В 2003 году завод сменил владельца и управляющую компанию.

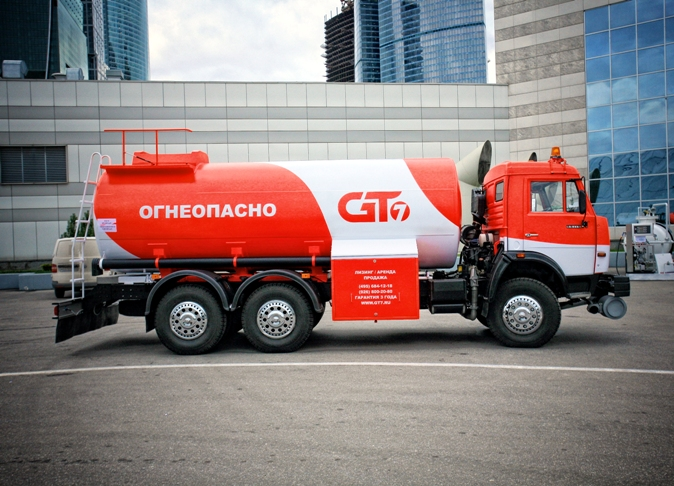
Автоцистерна для химических веществ компании GT7 на базе КамАЗ

В 2004—2005 годах, после массовой корректировки конструкций основной продукции завода (автоцистерн и полуприцепов-цистерн) возник новый бренд GT7, под которым продавалась модернизированная техника. Марка «Кузполимермаш» была на некоторое время закреплена за выпускающимся на производстве полимерным оборудованием (экструдеры, трубные линии, выдувные машины, червячные прессы ЧП, агломераторы АРВ и АРВб, измельчители ИПР, ИПРТ и т. д.).[значимость факта?]
C 2007 года вся продукция была объединена под брендом GT7.[значимость факта?]
В 2009—2011 годах на заводе ЗАО "Завод «GT7»(ЗАО "Завод «Джи Ти Сэвен») началась модернизация производства.[значимость факта?]